# Vredehoek

Situation du quartier

Vredehoek (coin de la paix en afrikaans) est un quartier résidentiel de la ville du Cap en Afrique du Sud, situé au sein du City Bowl, le centre historique de la métropole sud-africaine, sur le flanc de la Montagne de la Table, entre Devil's Peak et Oranjezicht. 
Le quartier fut créé après la Première Guerre mondiale pour les immigrants et réfugiés européens. C'est à l'origine un quartier populaire blanc devenu plus résidentiel et aisé au fil des années.

## Démographies
Selon le recensement de 2011, Vredehoek compte 3 556 habitants.
Répartition par genre
| Genre  | Population | %      |
| ------ | ---------- | ------ |
| Femmes | 1 887      | 53.07% |
| Hommes | 1 669      | 46.93% |

Répartition par catégorie raciale
| Groupe            | Population | %      |
| ----------------- | ---------- | ------ |
| Noirs             | 313        | 8.80%  |
| Coloured          | 200        | 5.62%  |
| Indiens/Asiatique | 70         | 1.97%  |
| Blancs            | 2 858      | 80.37% |

Répartition linguistique
| Language  | Population | %      |
| --------- | ---------- | ------ |
| Anglais   | 2 426      | 71.10% |
| Afrikaans | 623        | 18.26% |
| Xhosa     | 30         | 0.88%  |

## Disa Park
Les tours de Disa Park sont l'une des constructions les plus emblématiques du quartier de Vredehoek. Les 3 tours cylindriques, construites sur les flancs de la montagne de la Table dans les années 60 et appelées Blinkwater, Platteklip et Silverstroom, sont presque unanimement décriées comme une atteinte esthétique à la prestigieuse montagne.
Les résidents des tours ont une vue imprenable sur la baie de la Table et s'opposent à toutes les demandes visant à les démolir.  

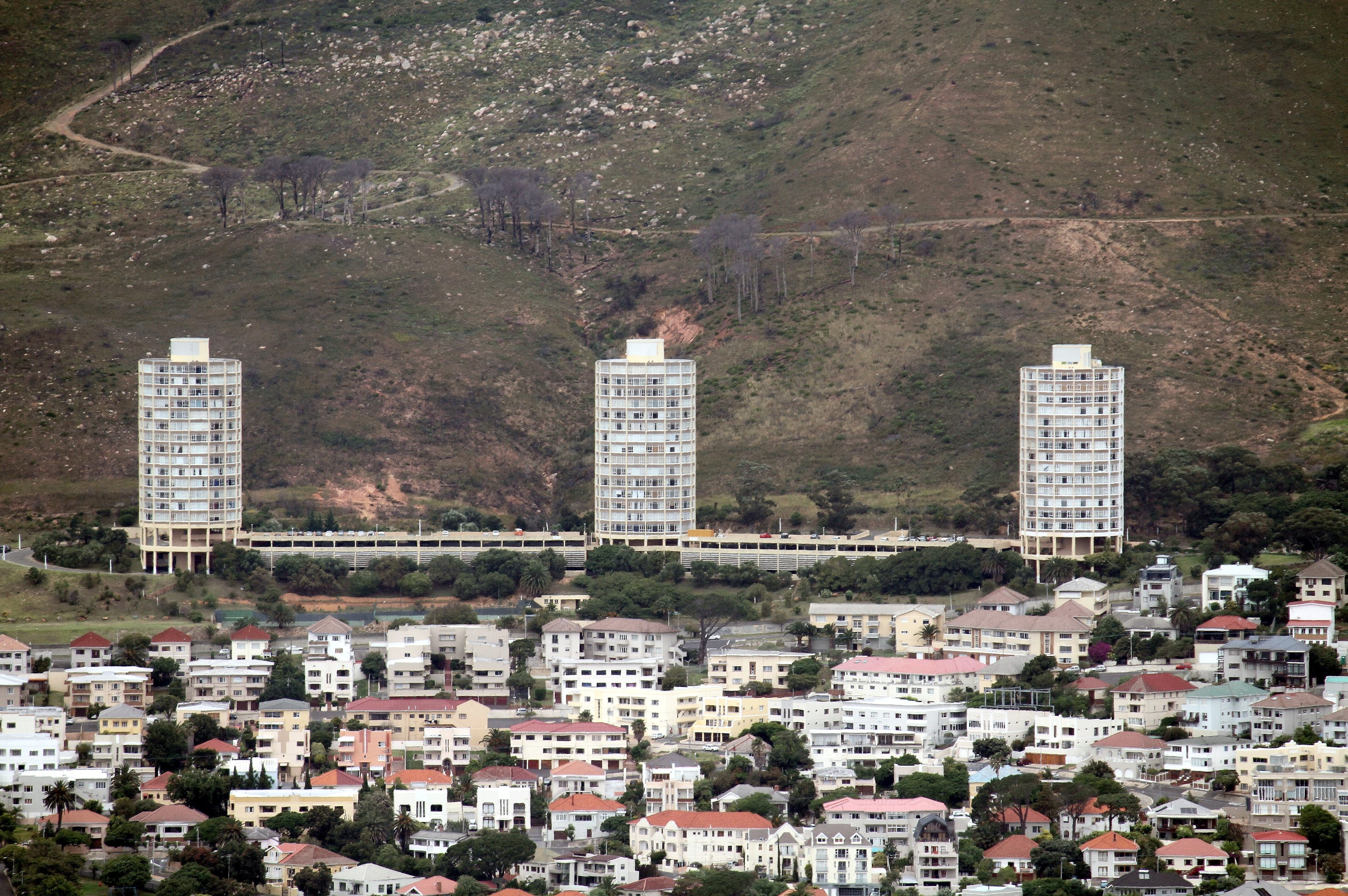
Les tours cylindriques de Disa Park

## Politique
Le quartier est un bastion politique de l'Alliance démocratique (DA) situé dans le 16ème arrondissement (subcouncil) du Cap ainsi que dans le ward 77 lequel couvre également Tamboerskloof, Oranjezicht, Signal Hill, Schotsche Kloof et Gardens (partiellement). Le conseiller municipal du ward est Brandon Golding (DA).

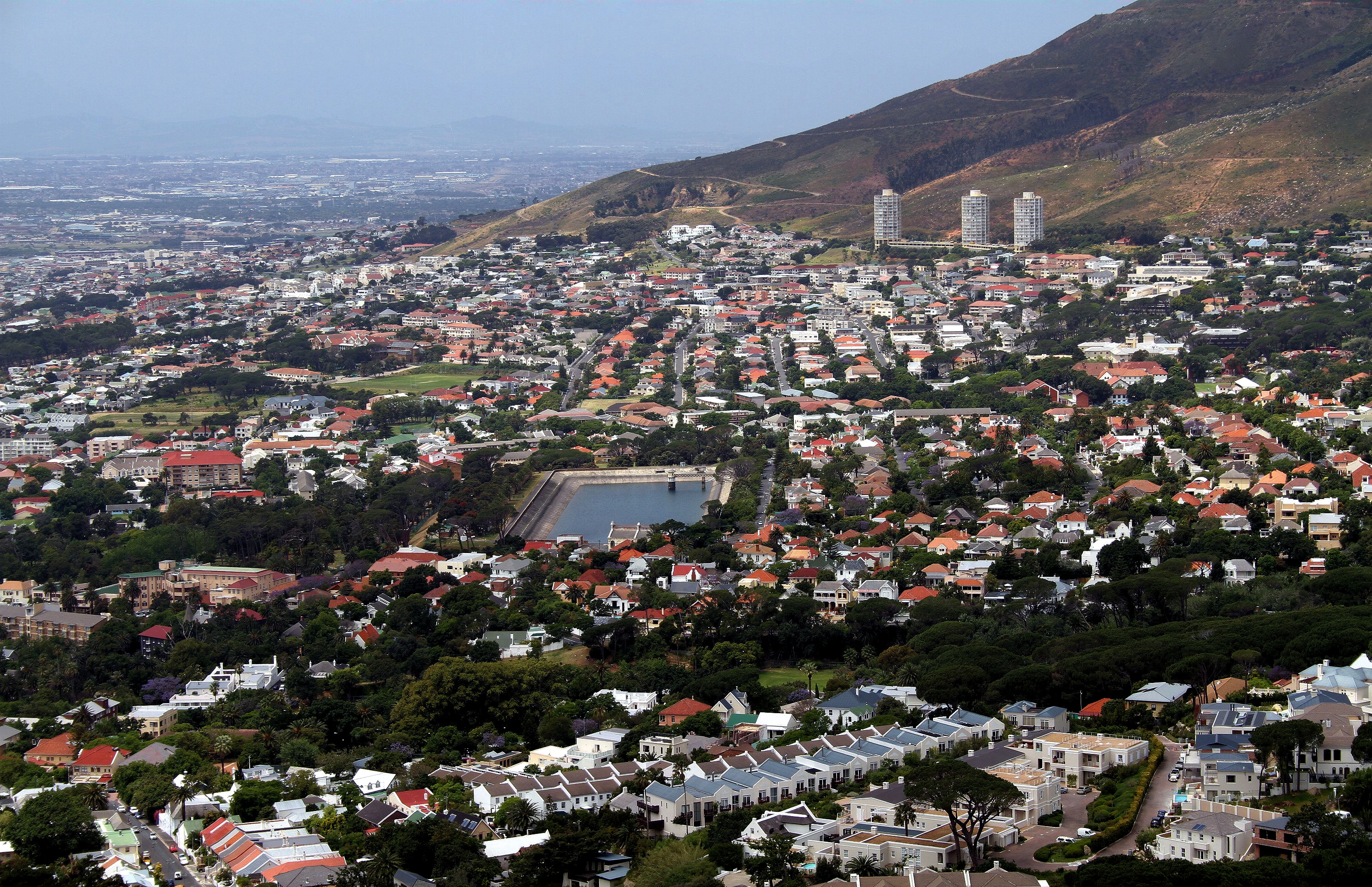
Vue sur le City Bowl : quartiers de Devil's Peak, de Vredehoek, d'Oranjezicht et des Jardins